# Carel Blazer
Carel Blazer (16. června 1911 Amsterdam - 16. ledna 1980 Nijmegen) byl nizozemský fotograf a člen odboje během druhé světové války. Byl členem spolku De Ondergedoken Camera.

## Životopis
Blazer pracoval a žil v Amsterdamu. Byl sociálně a politicky aktivní a již jako mladý se účastnil iniciativ proti nově vznikajícímu fašismu. Ve třicátých létech odešel do Španělska kde fotografoval během španělské občanské války.
Ve válce se připojil k odbojové skupině fotografů De Ondergedoken Camera (Skrytá kamera, Underground kamera) během druhé světové války.. Skupina vznikla z iniciativy fotografů Fritze Kahlenberga a Tonnyho van Renterghema a zahrnovala jak profesionální fotografy, tak i amatéry. Cílem bylo využít jejich schopnosti dokumentovat. Protože fotografování bylo během německé okupace Nizozemska zakázáno, pracovalo se jim za velmi obtížných okolností. Pro svou vlastní bezpečnost často zůstávali v anonymitě a někdy pod pseudonymem. Jejich cílem bylo zachytit všední život v nacisty okupovaném Nizozemí. Museli se vypořádat s velkými logistickými problémy, jako byl nedostatek materiálu a omezená elektrické energie, vyžadující použití karbidových výbojek a centrální temné komory, ale i tak se jim podařilo zachytit hodně situací. Fotoaparáty byly často skryty pod bundou, novinami nebo zabudovány do nákupních tašek nebo aktovek s otvorem pro objektiv. S dalšími dvěma přáteli Adem Windigem a Krijnem Taconisem byli v roce 1943 zatčeni, ale všichni tři byli propuštěni.
Blazer pořídil mnoho fotografií bídy v Amsterdamu a zařadil se k trendu sociální fotografie. Natočil dokumentární seriály, které odrážely společensky angažovaný vývoj a zneužívání.
Blazer byl učitelem Ady Windiga, Dolfa Krugera nebo Paula Hufa a spoluzakladatelem asociace fotografů GKf. V padesátých a šedesátých letech se věnoval především reklamě a průmyslové fotografii, ale také cestoval po Holandsku i do zahraničí. Fotografoval lidi během jejich každodenních aktivit. Jeho známá a vyhledávaná kniha nese název 50 jaar Bruynzeel 1897–1947.
Jeho fotoarchiv spravuje Institut Maria Austria v Amsterdamu.

## Galerie

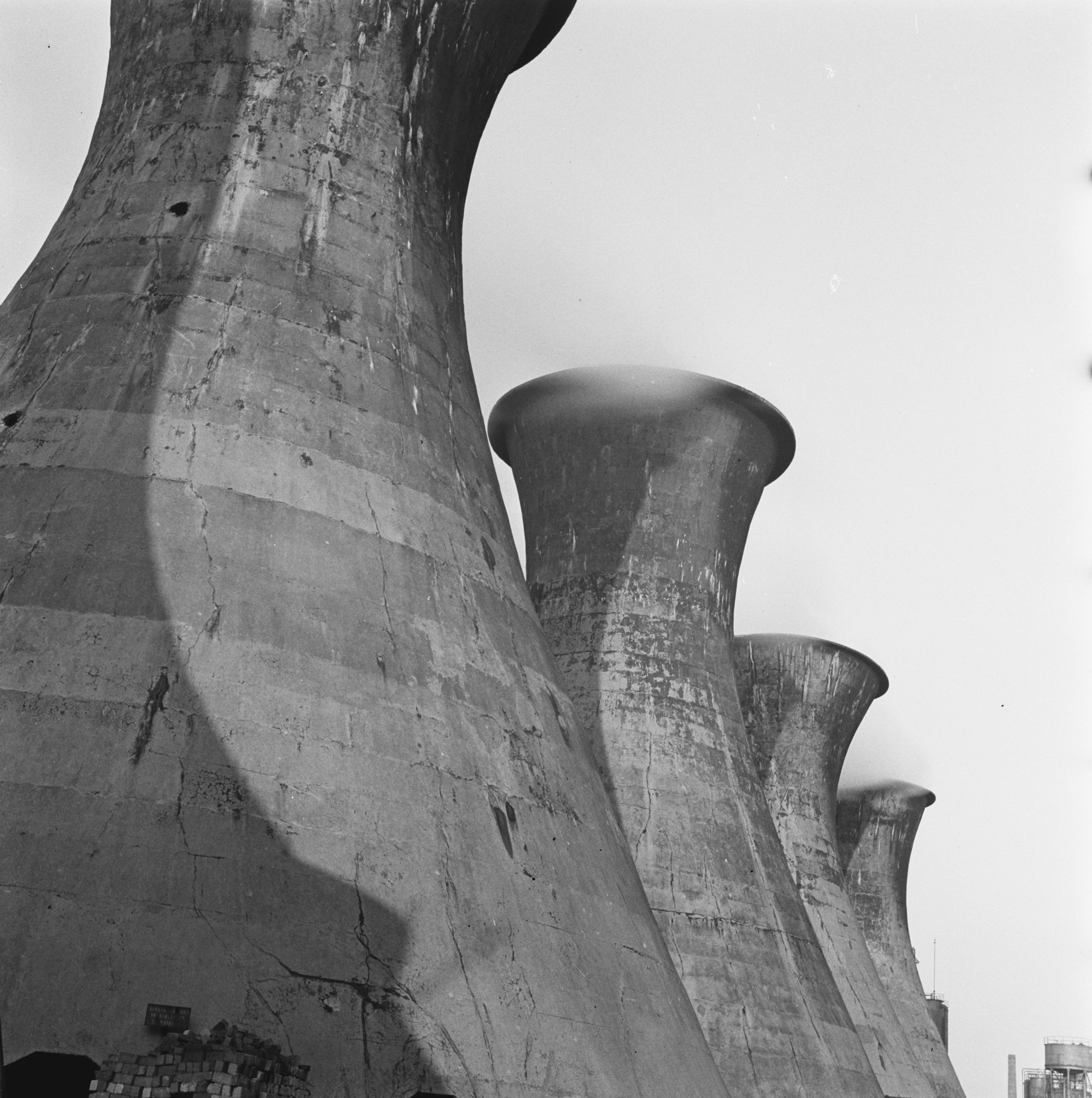
Uhelné doly Limburg, 1945
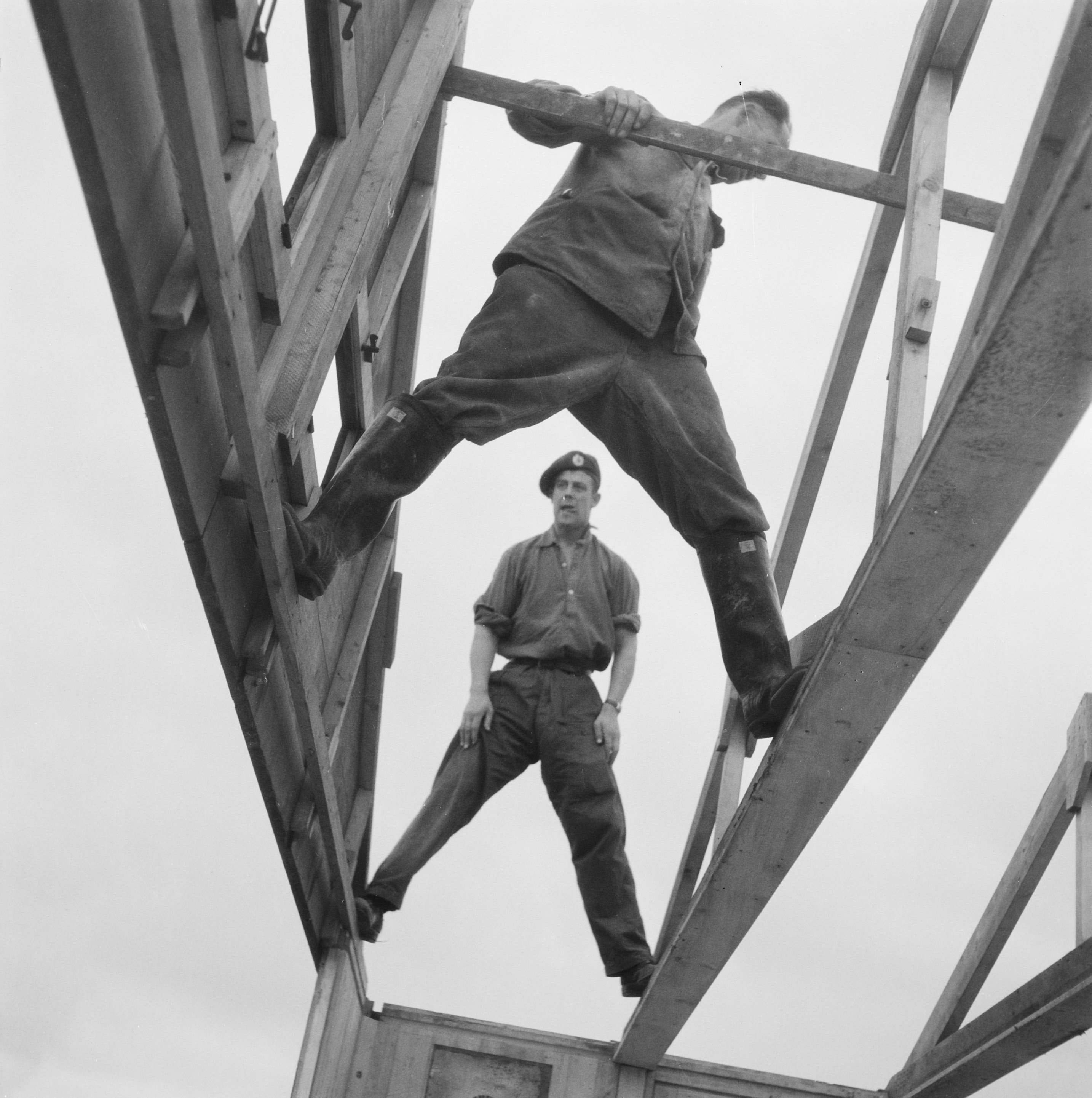
Kasárna, 1945
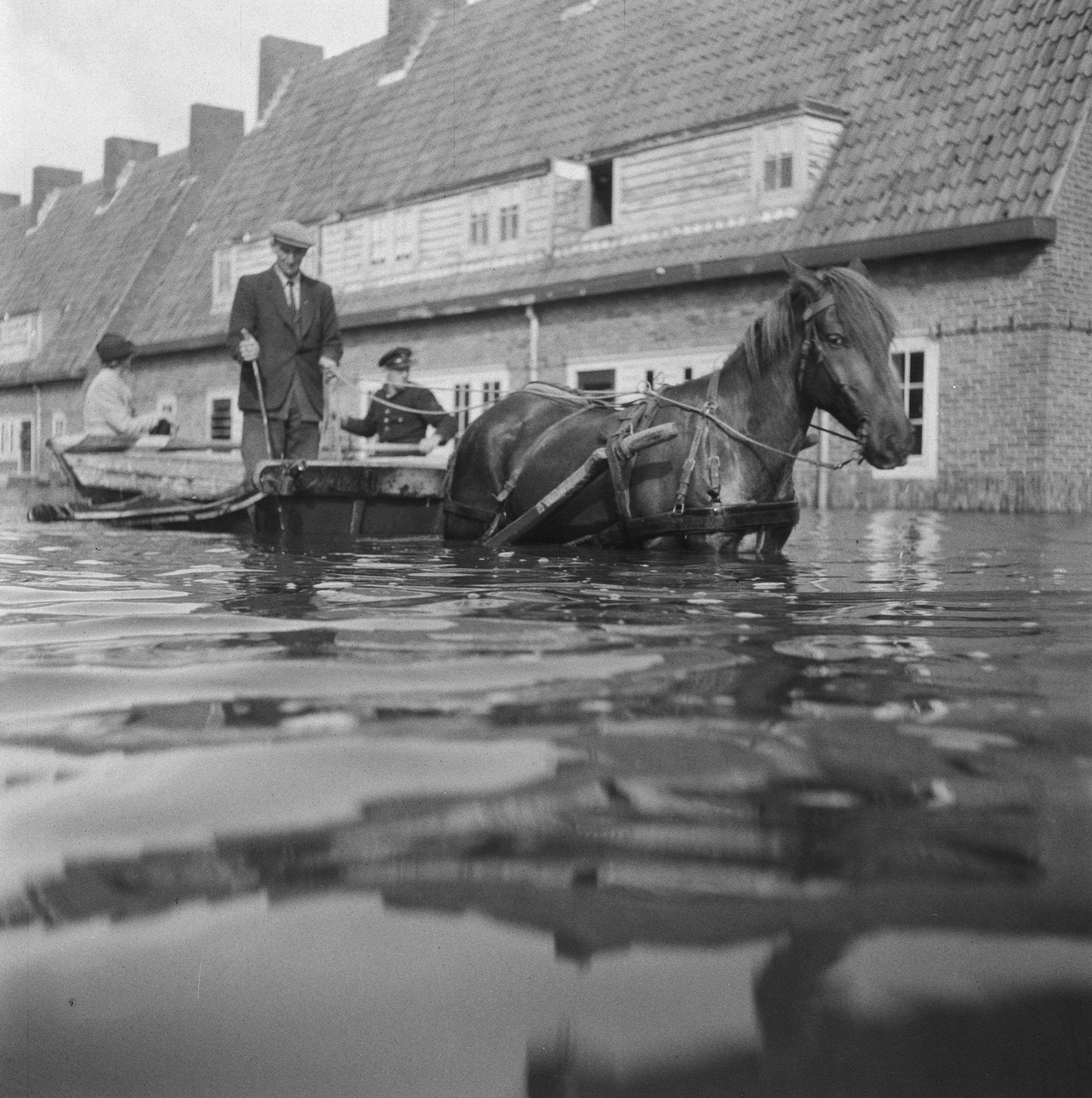
Zaplavený Walcheren, 1945
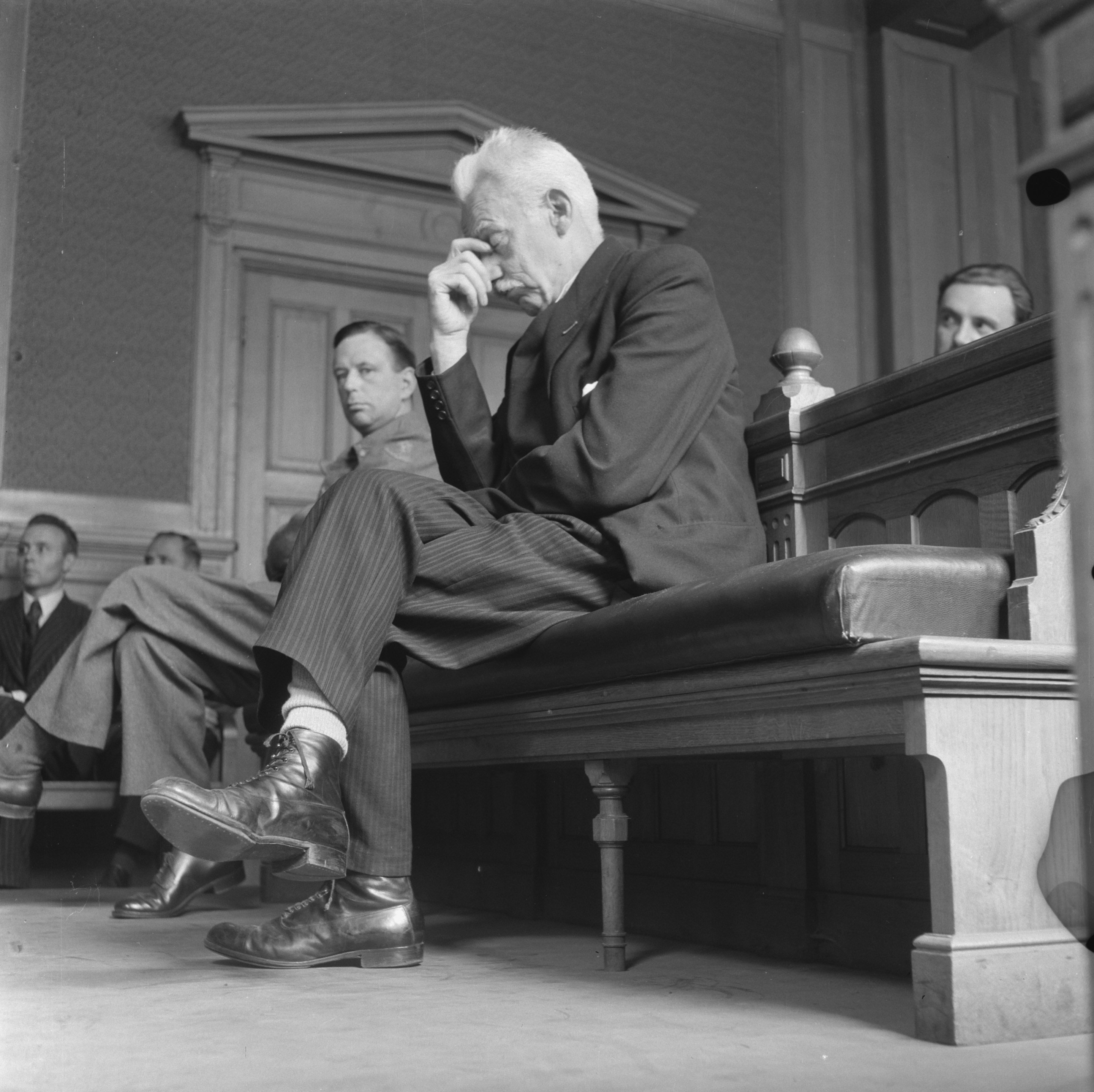
Kolaborant u soudu, 1945
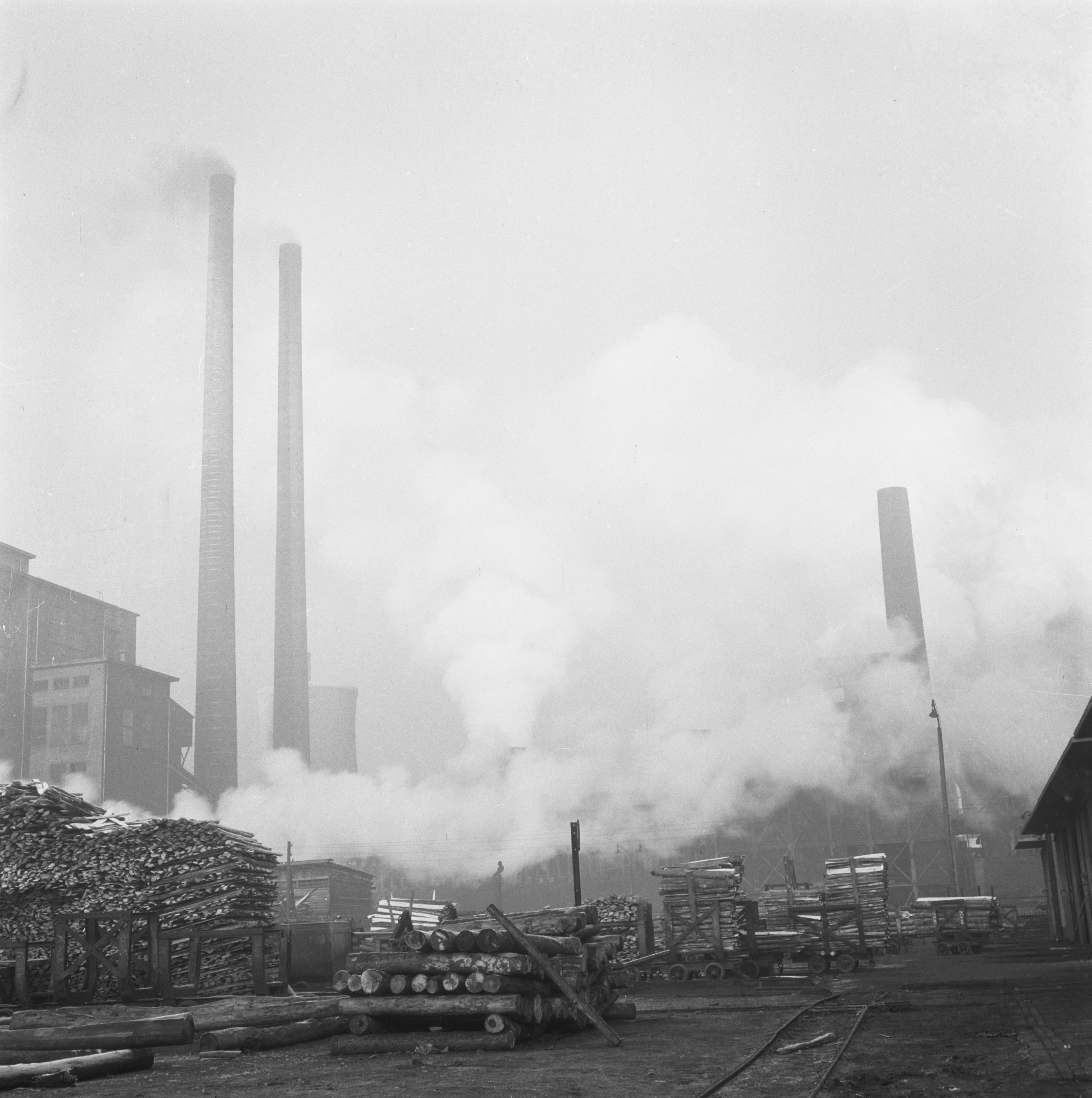
Kolenmijnen Limburg, 21. listopadu 1945, součáast obrazové série z oblasti sociálně dokumentární fotografie
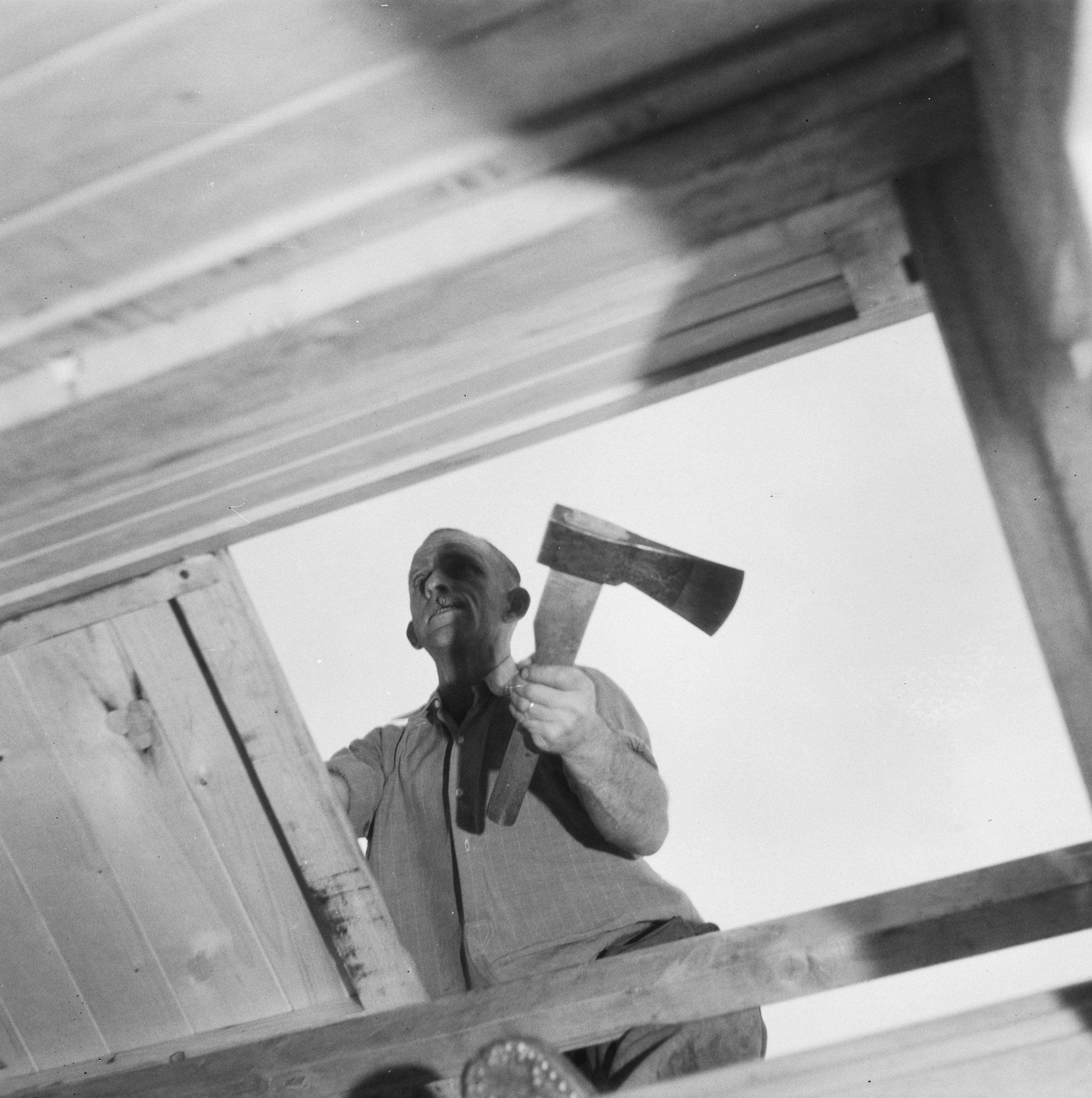
Man met bijl, říjen 1948, příklad Blazerovy fotografie ve stylu Neues Sehen
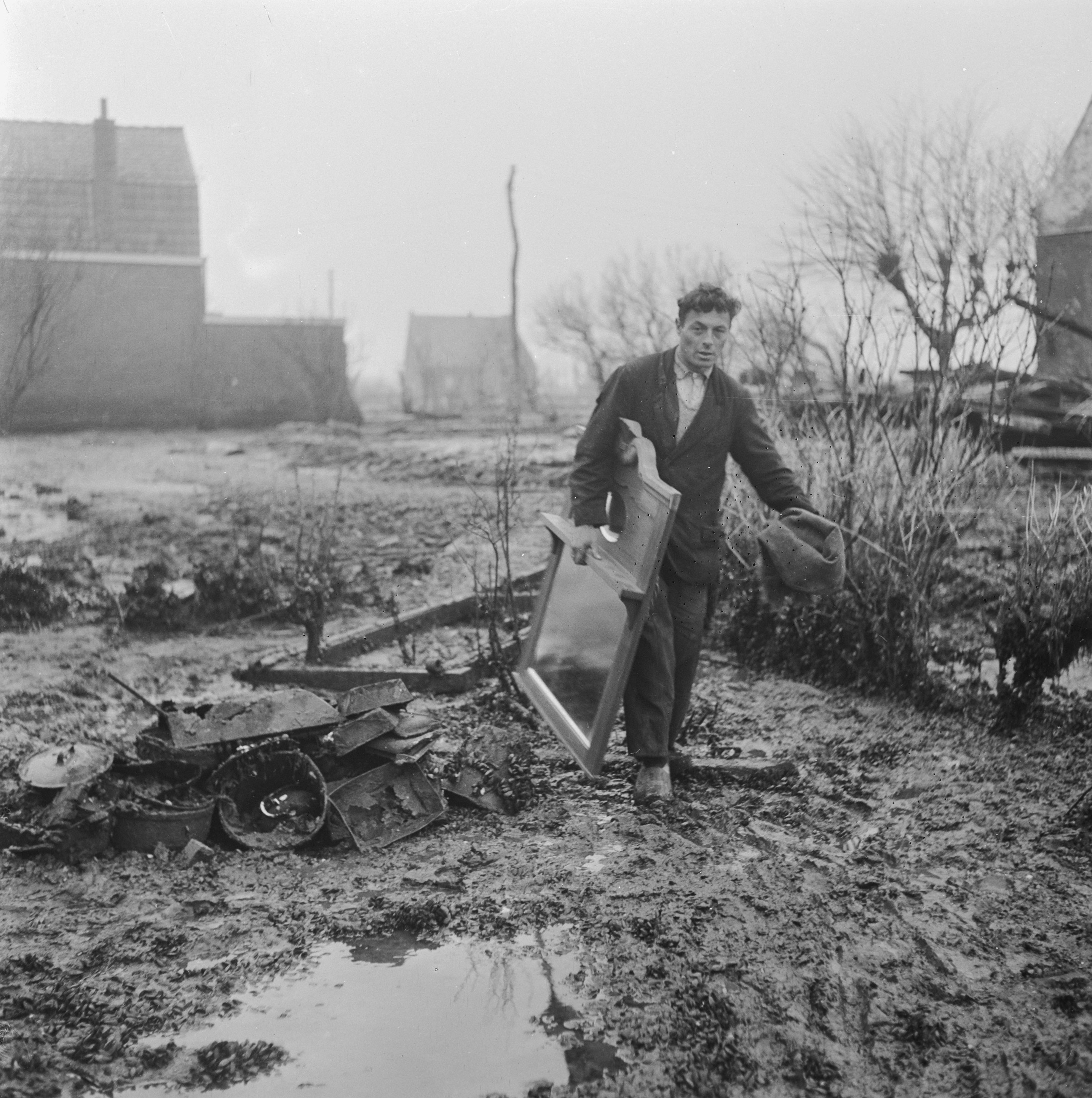
8. listopadu 1945
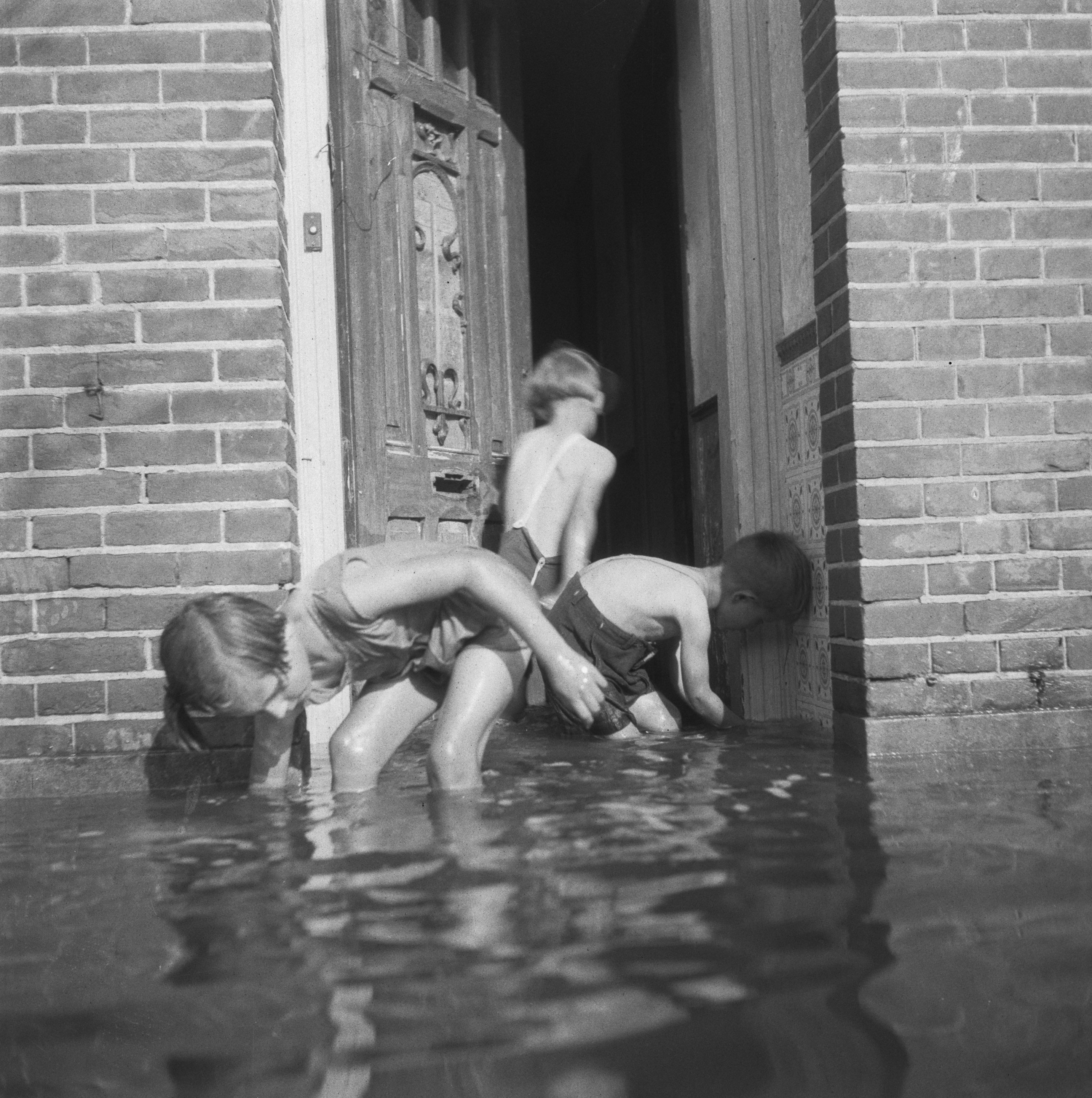
říjen 1945
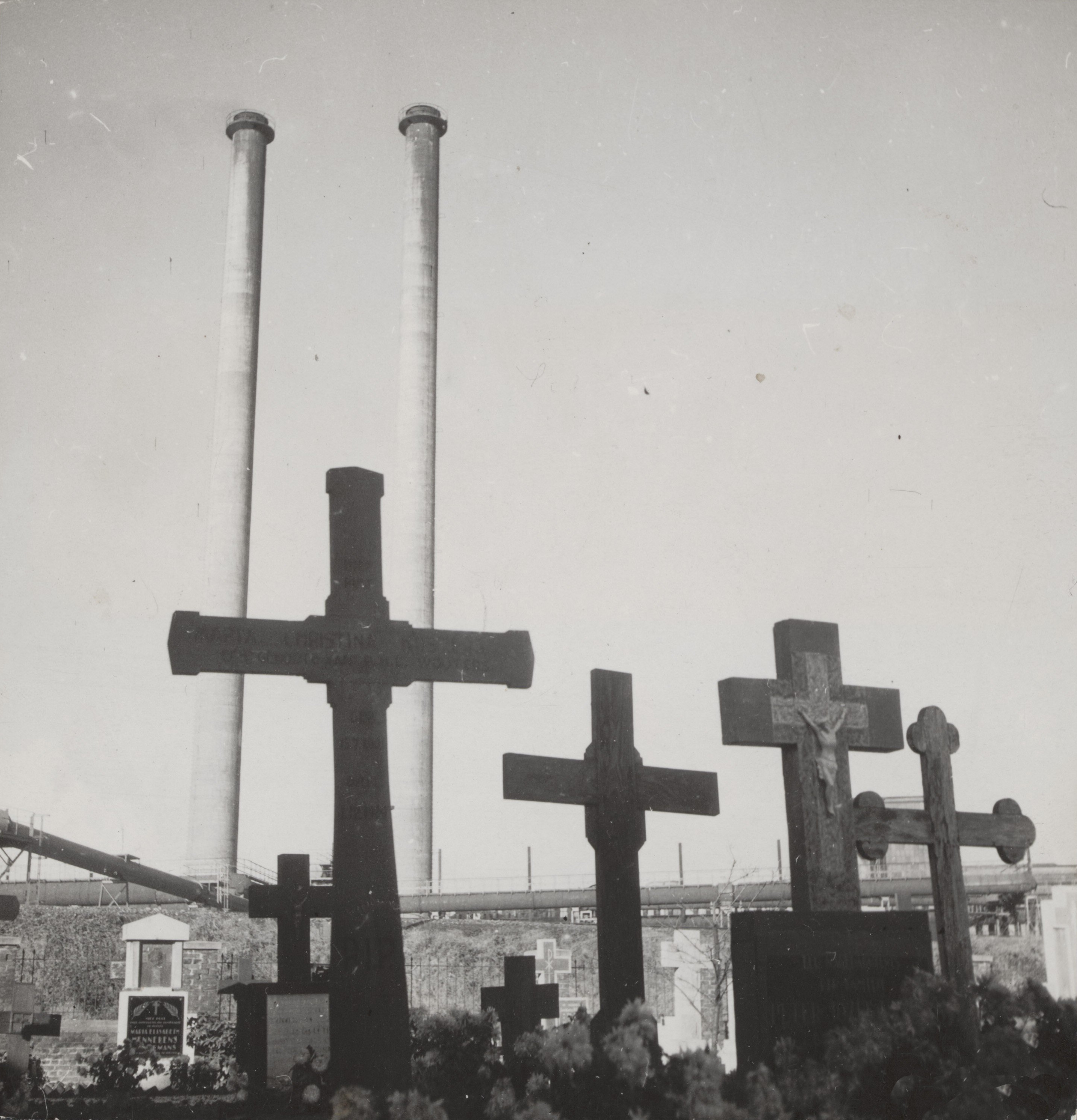
1937
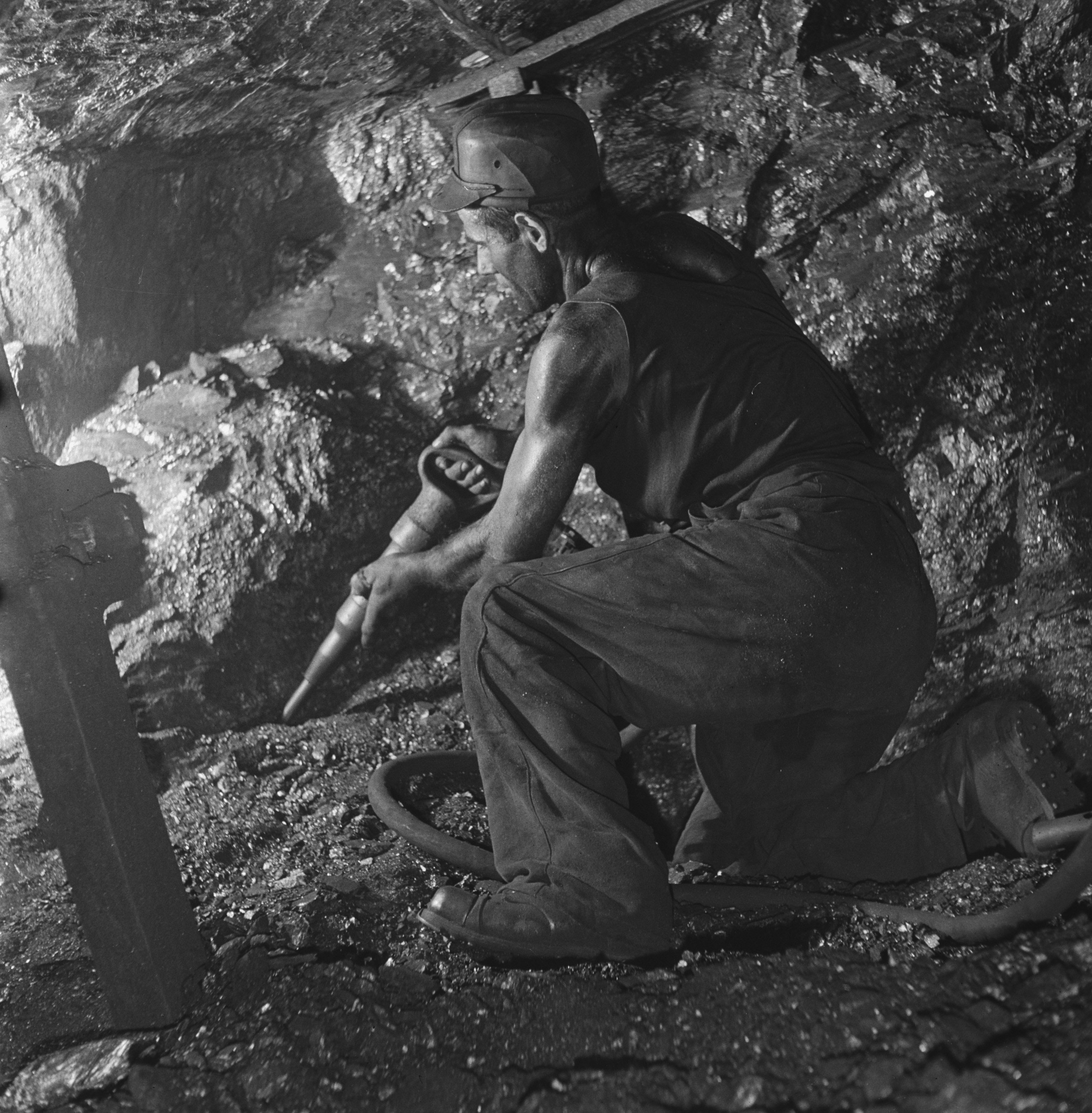
21. listopadu 1945
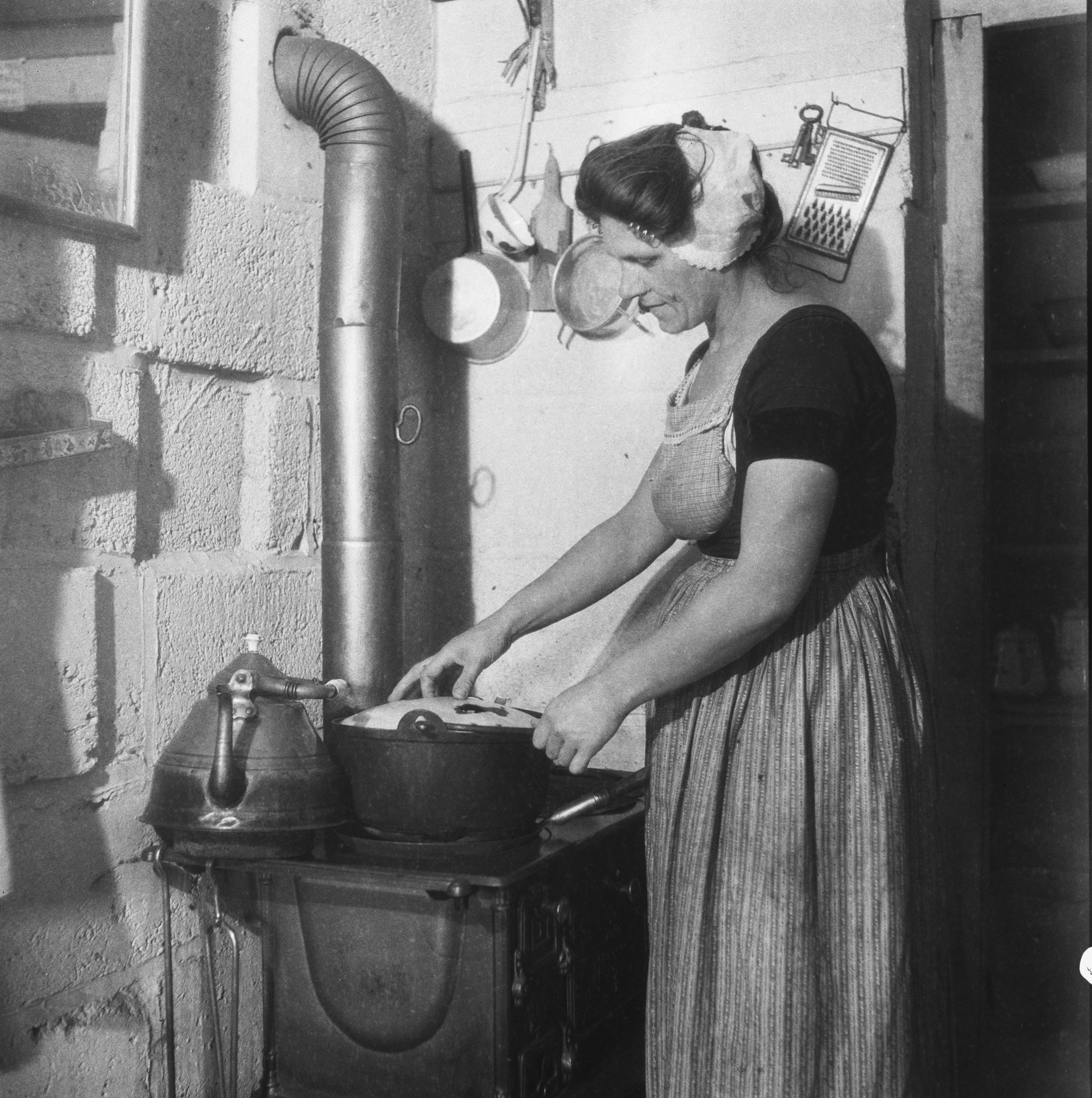
1945
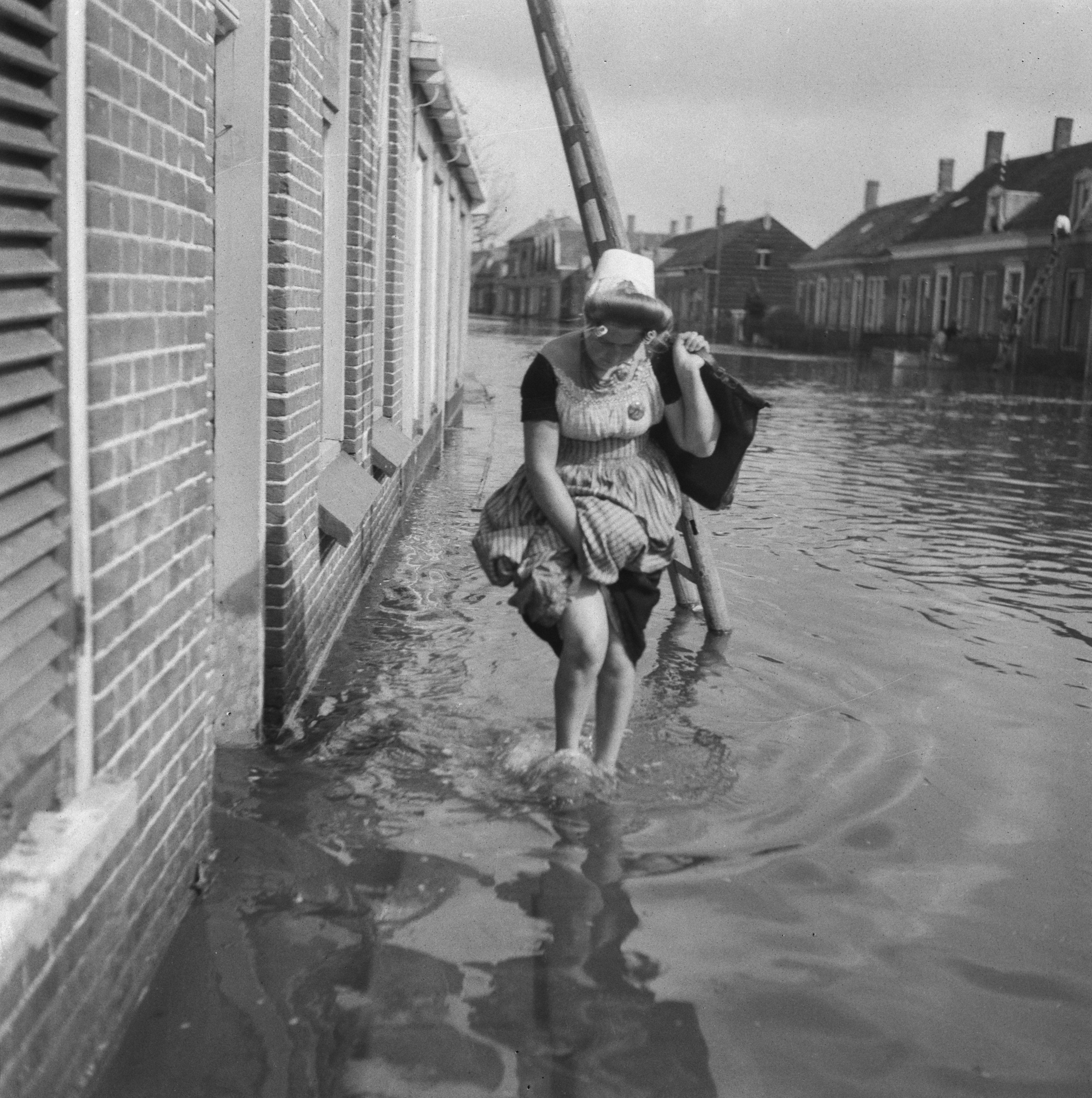
říjen 1945

## Fotoknihy se spoluprací Carla Blazera (výběr)
- 80 jaar van Leer – 1949
- Gebroeders Klinkenberg - 1955
- De zaak is rond – 1960
- Wegen naar morgen – 1962
- Willem Ruys:de wereld rond – 1964
- Van duin tot IJsselmeer – 1970
- Anderland – 1979
- Rotterdam-Europoort, natuurlijk - 1969

## Ocenění
- Verzetsherdenkingskruis[3]